# KLIF-FM
KLIF-FM (marca de "i93") é uma estação de rádio estadunidense de propriedade da Cumulus Media, localizada em Haltom City, Texas. Transmite em 93.3 FM MHz, é especializada em músicas do gênero Top 40.